# Avós

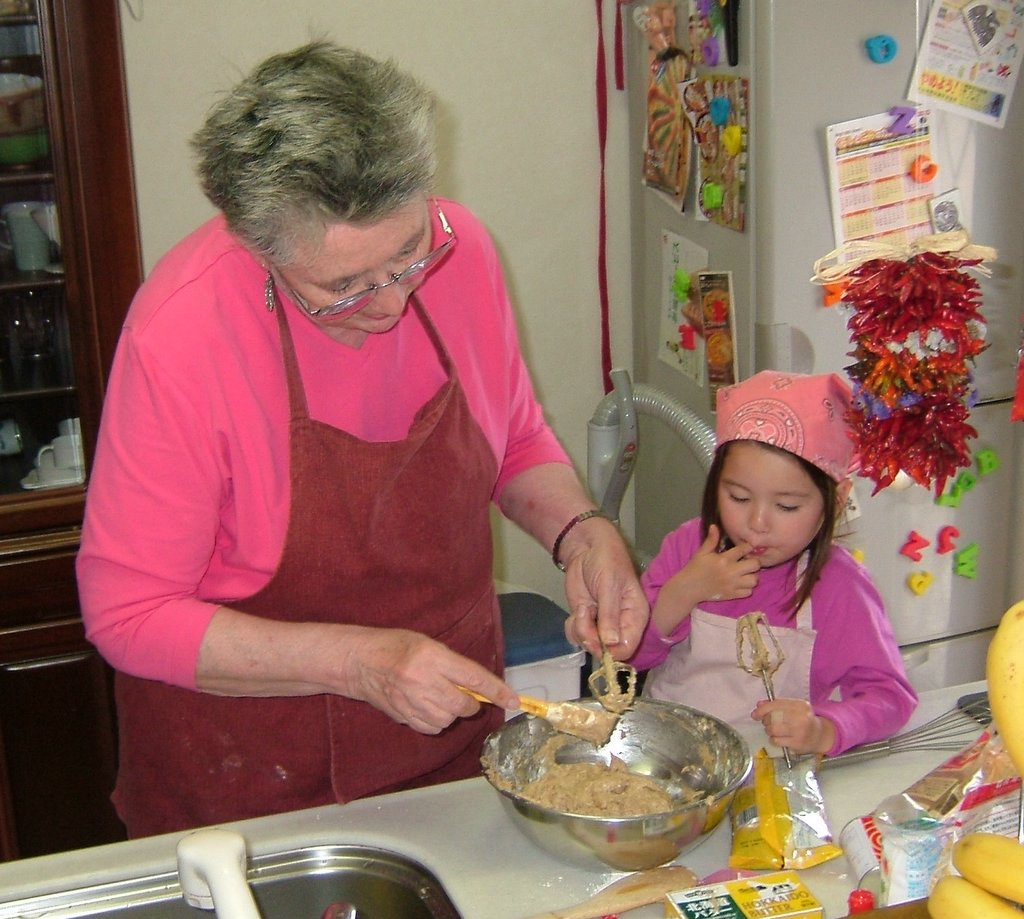
Uma avó e sua neta preparando biscoitos.

Os avós são membros da família, podendo ser maternos (pais da mãe) ou paternos (pais do pai). Os avós são parte essencial do que se entende por família extensa.

## Origem do termo
O termo avós, é oriundo do acusativo latino avōs, plural de avus, avô e avia, avó. A razão para o feminino avó possuir a vogal o é porque o termo é derivado do diminutivo baixo-latino aviola e não do nominativo oficial avia. Hipocorísticos lusófonos possíveis são: vovô e vovó, vovozinho e vovozinha, as abreviações coloquiais vô e vó além dos afetivos nena ou nana e neno. Sendo um país de imigrantes, é comum no Brasil que descendentes de estrangeiros chamem seus avós pelos termos nas línguas estrangeiras destes ancestrais e sendo um país de famílias multiétnicas é usual também a possibilidade de termos diferentes para cada par de progenitores. Descendentes de italianos corriqueiramente chamam seus avós de nonni (no plural), e nonno para avô e nonna para avó, com o diminutivo afetivo nonnino e nonnina. Descendentes de alemães e holandeses usam os hipocorísticos afetivos opa para vovô e oma para vovó, e descendentes japoneses chamam de oji-chan para avô e ba-chan para avó.

## Pais dos avós[2]
Os pais dos avós são denominados bisavós, cujos pais são os trisavós, cujos pais são os tetravós também chamados tataravós. 
- Os pais do avô paterno são os bisavós pater-paternos.
- Os pais da avó paterna são os bisavós mater-paternos.
- Os pais do avô materno são os bisavós pater-maternos.
- Os pais da avó materna são os bisavós mater-maternos.